# داينستي واريورز 5
داينستي واريورز 5 (بالإنجليزية: Dynasty Warriors 5)‏، هي لعبة فيديو من نوع بيتم أب. تم تطويرها من قبل أوميغا فورس وتم نشرها من قبل تيكمو كوي. وتستند القصة على كتاب رومانسية الممالك الثلاث للكاتب الصيني لو قوانتشونغ. تُلعب اللعبة في أنظمة مُختلفة مثل بلاي ستيشن 2 وإكس بوكس، أصدرت لأول مرة في اليابان في 24 فبراير 2005.